# Setge de Vigo
El setge de Vigo fou un dels episodis de la guerra del francès.

## Antecedents

Campanyes franceses

Després de la desastrosa Convenció de Sintra, en la qual es va permetre la repatriació de les tropes franceses derrotades en la batalla de Vimeiro, els comandants de l'exèrcit britànic van ser cridats a la seva pàtria per enfrontar-se a una recerca i les tropes expedicionàries britàniques a Espanya i Portugal van ser deixades al comandament de John Moore. Amb l'arribada del propi Napoleó amb un exèrcit a Espanya, els francesos van entrar a Madrid el 4 de desembre, van posar setge a Saragossa, que caigué en 21 de febrer de 1809, Soult rep ordres de l'emperador de perseguir i derrotar l'exèrcit anglès del general Moore, que ha de reembarcar durant la batalla de La Corunya i les tropes franceses conquisten Galícia sense resistència. Els francesos entren a Corunya el 18 de gener, a Santiago de Compostel·la el dia 20, el 21 a Pontevedra, el 26 a Ferrol i el 31 a Vigo.
El rearmament austríac que acabaria amb la guerra de la Cinquena Coalició provocà que Napoleó marxés de Valladolid el 17 de gener, arribant a París el 23 de gener i va ordenar al mariscal Soult que envaís Portugal des del nord però l'hivern va fer impracticable el Miño i per la resistència de les forces portugueses situades entre Cerveira i Valença.
El 16 de febrer, la divisió del general Heudelet deixa la ciutat de Vigo deixant una guarnició de 1.400 homes.
Soult va decidir fer una volta per la frontera muntanyosa de l'alt Minho i va travessar la frontera el 7 de març de 1809 per Trás-os-Montes amb 23.000 homes, d'ells 4.000 a cavall, i 50 peces d'artilleria, prenent Chaves el 12 de març. El 12 de març, Joaquín Tenreiro reuneix 3.000 homes i es reuneix a Zamáns, amb els abats de Valadares i Fragoso, acordant prendre Vigo. Dies després arriba el capità Pablo Morillo que assumeix el comandament.

## El setge
El 14 de març, les milícies bloquegen els accessos a la vila i quan els francesos surten el dia 19 per la porta d'A Gamboa per alimentar els seus cavalls, son atacats patint nombroses baixes. Les milícies arriben al peu del castell del Castro i demanen la rendició, que el governador francès Jacobe Antoine Chalot, no accepta. Amb Tui assetjat, el general Lamartinière no podia enviar tropes per socòrrer la ciutat. El 23 de març es torna a demanar la rendició que es resposta amb evasives a l'espera de reforços, mentre arriben les fragates angleses Lively i Venus, que col·laboren amb els assetjants mentre es tenen notícies de l'aproximació de 1.600 francesos i s'envien tropes a Ponte Sampaio per fer-los front.
El 27 de març, s'exigeix la rendició un cop més i Morillo s'embarca en les fragates angleses per comunicar l'imminent atac a la plaça i ordena l'aproximació a les muralles, que comença a les 9 de la nit i la vila es pren en poc més d'una hora. Els assaltants ocupen les muralles mentre els francesos s'atrinxeren al Castelo de San Sebastián i en la bateria de Laxe. Els francesos lliuren la plaça l'endemà fent uns 1.400 presoners, entre soldats i oficials, que surten desfilant per embarcar en les fragates angleses. Es pren el castell d'O Castro.

## Conseqüències
Soult va escombrar les defenses de Braga el 20 de març i Porto el dia 28, però gairebé al mateix temps, els ordenanças van tallar les seves comunicacions amb Espanya i una guarnició de 1.800 homes va ser capturada per la força portuguesa de Francisco da Silveira al setge de Chaves. El mariscal francès va començar a planificar un descans.
Els britànics van tornar a Portugal l'abril amb tropes de refresc, nous aprovisionaments i un nou comandant, Sir Arthur Wellesley, obligant, després de la segona batalla de Porto, a la retirada de Soult de Portugal fins al seu punt de partida, la ciutat d'Ourense, i després Galícia amb la derrota a el mes de juny en direcció a Zamora després de la derrota a la batalla de Ponte Sampaio.
Wellesley va avançar cap a Espanya per unir-se als espanyols de general Cuesta, combatent a la batalla de Talavera contra sota el mariscal Claude Victor Perrin i el major general Horace Sébastiani, i Wellesley immediatament es va retirar a Portugal atès que Nicolas Jean de Dieu Soult pretenia tallar la seva retirada a Portugal.